# Csingiling: A szárnyak titka
A Csingiling: a szárnyak titka (eredeti cím: Tinker Bell: Secret of the Wings) 2012-ben bemutatott  amerikai 3D-s számítógépes animációs fantasy film, amely a Csingiling-sorozat negyedik része. Az animációs játékfilm rendezője Roberts Gannaway és Peggy Holmes, producere Makul Wigert. A forgatókönyvet Roberts Gannaway, Peggy Holmes, Ryan Rowe és Tom Rogers írta, a zenéjét Joel McNeely szerezte. A mozifilm a DisneyToon Studios gyártásában készült, a Walt Disney Studios Motion Pictures és a Walt Disney Studios Home Entertainment forgalmazásában jelent meg.
Amerikában 2012. október 23-án, Magyarországon 2012. augusztus 23-án mutatták be a mozikban.

## Szereplők
További magyar hangok: Andrusko Marcella, Egyedi Mónika, Gulás Fanni, Kokas Piroska, Nádorfi Krisztina, Sipos Eszter Anna, Vámos Mónika

## Televíziós megjelenések
- HBO HBO Comedy, HBO 2, Digi Film, Disney Channel, Disney Junior
- RTL Klub